# Corona-Monitoring lokal
Corona-Monitoring lokal (Eigenschreibung: „CORONA-MONITORING lokal“) ist eine Studie des Robert Koch-Instituts (RKI) in Berlin zur COVID-19-Pandemie in Deutschland, welche in vier Regionen in Deutschland durchgeführt wird, die nach Selbstbeschreibung der Studie „besonders“ betroffen sind. In einer weiteren Studie: „CORONA-MONITORING bundesweit“ (RKI-SOEP-Studie) wurden 2021 Bioproben im Rahmen einer deutschlandweiten Bevölkerungsstichprobe des Sozio-oekonomischen Panels (SOEP) erhoben, um die Stichproben auf IgG-Antikörper gegen das Coronavirus SARS-CoV-2 und Vorhandensein von Viren-RNA zu untersuchen. Positive Stichproben können belegen, dass Personen aktuell mit SARS-CoV-2 infiziert sind oder bereits eine Infektion durchgemacht haben.

## Fragestellungen in der Untersuchung
Mit der Studie „CORONA-MONITORING lokal“ wird in vier von COVID-19 besonders betroffenen Regionen untersucht:
- Wie häufig sind Infektionen mit dem neuartigen Coronavirus SARS-CoV-2?
- Wie hoch ist der Anteil von Infektionen, ohne Krankheitssymptome?
- Bei wie vielen Menschen lassen sich Antikörper gegen SARS-CoV-2 nachweisen bzw. wie viele Menschen haben bereits eine Infektion durchgemacht?
- Welche Menschen sind häufiger von einer Infektion mit SARS-CoV-2 betroffen?
- Wie oft verläuft die Atemwegserkrankung COVID-19 so schwer, dass Menschen im Krankenhaus oder auf der Intensivstation behandelt werden müssen?
- Wie sind bisherige Maßnahmen zur Eindämmung der Pandemie zu bewerten?

## Untersuchte Regionen
Die Studie wird in vier „besonders betroffenen Regionen in Deutschland“ durchgeführt:
| Region        | Rechtliche Stellung              | räumliche Zuordnung                                          | Studienbeginn                     | Anzahl Teilnehmer |
| ------------- | -------------------------------- | ------------------------------------------------------------ | --------------------------------- | ----------------- |
| Kupferzell    | Gemeinde                         | Hohenlohekreis in Baden-Württemberg                          | 20. Mai 2020                      | 2203              |
| Bad Feilnbach | Kur- und Fremdenverkehrsgemeinde | Landkreis Rosenheim im Regierungsbezirk Oberbayern in Bayern | 23. Juni 2020                     | 2153              |
| Straubing     | kreisfreie Stadt                 | Regierungsbezirk Niederbayern in Bayern                      | 8. September 2020                 |                   |
| Berlin-Mitte  | Bezirk                           | überwiegend in der Innenstadt von Berlin                     | voraussichtlich 17. November 2020 |                   |

## Studienteilnehmer
In jeder Region der vier Regionen werden rund 2000 zufällig ausgewählte Erwachsene untersucht. Konkret heißt es zur Stichprobe: „repräsentative Zufallsstichprobe aus dem Einwohnermelderegister, Einladung von Erwachsenen – freiwillige Teilnahme“.

## Definitionen
Als typische Krankheitssymptome wurden in der Studie benannt:
- Fieber über 38° C
- Atemnot/Kurzatmigkeit
- Lungenentzündung
- Schnupfen
- Husten
- Schmerzen beim Atmen
- Halsschmerzen
- Geruchs-/Geschmacksstörung

## Nach Region

### Kupferzell
Die Datenerhebung erfolgte vom 20. Mai bis 9. Juni 2020, die Zahl der Teilnehmer betrug 2203 Erwachsene.
12 Prozent der Studienteilnehmer hatten positive Antikörper-Nachweise (IgG) gegen SARS-CoV-2, bei Frauen wurden häufiger als bei Männern Antikörper nachgewiesen (mit Korrektur für Sensitivität und Spezifität der Tests). 24 Prozent der Seropositiven waren ohne typische Krankheitssymptome, 76 Prozent hatten mindestens eins der Symptome.
Bei 7,7 Prozent der Teilnehmer konnten neutralisierende Antikörper nachgewiesen werden. 17 Prozent von diesen hatten keine Symptome.
Es wurden 6-mal mehr Infektionen nachgewiesen als bei Studienstart in Kupferzell bekannt. Betrachtet man nur neutralisierende Antikörper ergab sich ein Faktor 4.
Bei 11 Prozent der Teilnehmer mit positiven SARS-CoV-2-Test laut Eigenangaben im Fragebogen konnten keine Antikörper nachgewiesen werden (ohne Korrektur für Sensitivität und Spezifität der Tests), bei 28 Prozent keine neutralisierenden Antikörper. Dabei wurde betont, dass das nicht bedeutet, dass keine Immunität vorhanden war, da die Immunabwehr nicht nur auf Antikörpern beruht.

### Bad Feilnbach
Die Datenerhebung erfolgte vom 23. Juni bis 4. Juli 2020, es nahmen 2.153 Erwachsene teil.
6,0 Prozent der Teilnehmer hatten positive Antikörper-Nachweise gegen SARS-CoV-2. Bei Frauen (6,0 Prozent) und Männern (6,1 Prozent) wurden etwa gleich häufig Antikörper nachgewiesen. 14,5 Prozent der Seropositiven waren ohne typische Krankheitssymptome, 85,5 Prozent hatten mindestens eins der definierten Symptome.
Es wurden 2,6-mal mehr Infektionen nachgewiesen als bislang in Bad Feilnbach bekannt.
Bei 39,9 Prozent der Erwachsenen mit positiven SARS-CoV-2-Test laut Eigenangaben im Fragebogen konnten keine Antikörper nachgewiesen werden.

### Straubing
Am 8. September 2020 startete die Untersuchung in den Räumen und auf dem Gelände des Kulturzentrums „Alter Schlachthof“ in Straubing.
In einem Interview teilte die Studienleiterin Claudia Santos-Hövener zu Unterschieden zu den vorher untersuchten beiden Regionen mit, dass es sich bei Straubing um einen städtischen Raum handele, akute Infektionen zu erwarten sein, welche in den anderen beiden Regionen nicht nachgewiesen wurden und dass in Bayern die Sommerferien gerade zu Ende seien und daher Reiserückkehrer die Untersuchung beeinflussen könnten.

### Berlin-Mitte
Am 10. November 2020 berichteten verschiedene Medien, dass der Bezirk Mitte von Berlin vierte Untersuchungsregion sei und die Untersuchung am 17. November starten solle. Mitte sei seit Beginn der Pandemie der Bezirk mit den zweitmeisten erfassten Fällen (5.861) in Berlin.

## Bezug zu anderen Studien
Zu einer ähnlichen Studie in Gangelt im nordrhein-westfälischen Kreis Heinsberg sagte Thomas Lampert, Leiter der Abteilung für Epidemiologie und Gesundheitsmonitoring am RKI, dass die Ergebnisse dieser Studie wichtig seien, sich aber nur auf jene Gemeinde bezögen. Claudia Santos-Hövener vom RKI sagte: »Wir können nicht ausschließen, dass in Gangelt etwas vorlag, das nicht übertragbar ist. Und je mehr Gemeinden wir einschließen, desto besser können wir das beurteilen.«